# Parco nazionale di Bouba-Ndjida
Il parco nazionale di Bouba-Ndjida è un parco nazionale del Camerun. Situato nella Regione del Nord confina a nord con il Ciad e in particolare con il Parco nazionale Sena Oura.
È in fase di progettazione una collaborazione fra i due paesi per istituire un parco transfrontaliero chiamato Binational Sena Bouba-Ndjidda Yamoussa (BSB Yamoussa). Nel 2018 il parco è stato inserito tra i siti canditati alla lista dei patrimoni dell'umanità.
A circa 90 km di distanza, nella località di Rey Bouba si trova il palazzo di Rey Bouba, un edificio costruito in mattoni di argilla inserito nel 2006 tra i candidati alla lista dei patrimoni dell'umanità dell'UNESCO. Fu costruito tra il 1805 e il 1808 ed è tuttora sede dell'omonimo lamidato. Il primo sovrano, Bouba Ndjida, era originario del Mali e si insediò in quest'area con in suoi guerrieri fulani, dal suo nome deriva il nome del parco.

## Storia
Nel 1932 la zona di Bouba-Ndjida venne dichiarata riserva faunistica. Nel 1947 il parco fu classificato come riserva forestale per essere poi trasformato in parco nazionale nel 1968.
Nel 2012 nel parco ha avuto luogo uno dei più sanguinosi massacri di elefanti ad opera dei cacciatori di avorio, vennero abbattuti in maniera indiscriminata oltre 650 esemplari

## Geografia, geologia e clima
L'ingresso principale del parco si trova a Koum, circa 45 chilometri a est della cittadina di Tcholliré, capoluogo del dipartimento di Mayo-Rey.
Gran parte del parco è situato ad un'altitudine compresa fra i 280 e i 400 m s.l.m., a sud si trova una catena di rilievi che si estende per 15 km raggiungendo un'altitudine di 900 m s.l.m., nella parte nordoccidentale spiccano di due rilievi del Hosséré Vaimba (610 m) e dell'Hosséré Dori (502 m).
I corsi d'acqua scorrono per lo più verso ovest e verso la valle del Bénoué il cui bacino comprende gran parte del Camerun settentrionale. Nella parte settentrionale del parco i fiumi principali sono il Mayo Vaïmba, il Mayo Lidi e il Mayo Dopsa. Lungo il corso dei fiumi sono frequenti i fenomeni di erosione dovuti sia alla scarsa vegetazione sia a alle tecniche agricole locali. L'unico fiume che scorre tutto l'anno è il Mayo Vaïmba, gli altri corsi d'acqua hanno andamento stagionale. Anche durante la stagione secca permangono, lungo il corso dei fiumi, abbondanti pozze d'acqua. Il terreno argilloso e roccioso impedisce infatti l'assorbimento dell'acqua.
Il clima è caratterizzato dalla presenza di due stagioni di pari durata, quella secca da novembre ad aprile, in cui le precipitazioni sono completamente assenti, e quella delle piogge tra aprile e metà ottobre. Le precipitazioni annue sono comprese tra i 1000 e i 1250 mm, i mesi più piovosi sono agosto e settembre. La temperatura media è pari a 28 °C.
Il paesaggio è caratterizzato da rocce fessurate di granito e gneiss.

## Fossili
All'interno del parco i paleontologi hanno rinvenuto resti fossili di dinosauro. Le specie rinvenute sono simili a quelli scoperti nel 1988 nel sito di Manangia, situato sempre nel Dipartimento di Mayo-Rey, risalenti a circa 120 milioni di anni fa.

## Biodiversità

### Flora
La vegetazione del parco è costituita principalmente da boscaglia aperta e da savana arbustiva. Alcune zone della savana contengono elementi propri della zona del Sahel. Così la flora tipica consiste in una fitta sterpaglia e da distese di erba alta con alberi sparsi. Al contrario degli altri parchi dell'area sono presenti anche specie tipiche degli ambienti montani.

### Fauna
Il parco è stato istituito allo scopo di proteggere il rinoceronte nero e l'eland gigante.
Secondo uno studio condotto da Lavieren ed Esser nel 1979, nel parco si trovano eland giganti (Tragelaphus derbianus) con una densità di 0,44 esemplari per km². Attualmente il numero di questi rari animali viene stimato tra le 1000 e le 3500 unità.
È confermata nel parco la presenza di 24 specie di mammiferi tra i quali alcune specie in pericolo come l'elefante della savana, la guereza, il licaone e lo sciacallo.
Tra le altre specie di antilopi presenti nel parco vi sono l'alcelafo (Alcelaphus buselaphus), l'antilope roana (Hippotragus equinus), il kob, il cobo, l'oribi e vari cefalofi. Nel parco è presente anche il rinoceronte nero (Diceros bicornis). Oltre alle giraffe, vi sopravvivono ancora dei ghepardi. Secondo un altro studio, la riserva ospiterebbe una popolazione comprendente tra i 30 e i circa 50 leoni e tra le 41 e le circa 100 iene. È probabile che il parco ospiti ancora elefanti e bufali africani.
Oltre ai mammiferi, nel parco si possono rinvenire con facilità la testuggine a cerniera posteriore di Bell (Kinixys belliana), il geco dalle dita a ventaglio di Hasselquist (Ptyodactylus hasselquistii), lo scinco dai fianchi di fuoco (Trachylepis perrotetii) o il pitone reale (Python regius).
Il parco ospita oltre 250 specie di uccelli, in virtù della varietà di specie presenti è stato dichiarato zona d'importanza per la conservazione degli uccelli.